# Jeux islamiques
Les Jeux islamiques (en arabe : الألعاب الإسلامية, en turc : Islam Ülkeleri Spor Oyunlari) sont une compétition multisports réunissant les athlètes des pays musulmans qui n'a connue qu'une seule édition, qui s'est tenue du 26 septembre au 6 octobre 1980 à Izmir, en Turquie. Bien que 42 nations aient été invitées à participer à la compétition, seules dix d'entre elles ont finalement participé, avec environ 691 athlètes présents. Parmi les nations participant au tournoi, seules l'Algérie et la Libye avaient envoyé des délégations aux Jeux olympiques d'été de 1980 à Moscou (les autres ayant exercé un boycott).

## Histoire

### Genèse
L'idée des Jeux est lancée en 1979, à la suite d'un accord entre les ministres des Affaires étrangères lors d'une réunion régionale à Islamabad. Izmir est choisie comme hôte et est bien équipée pour la tâche étant donné les installations préexistantes issues de l'accueil des Jeux méditerranéens de 1971, avec le stade Atatürk comme site principal. Anwar Chowdhry, un responsable sportif pakistanais, salue le rapprochement des nations à majorité musulmane, déclarant que « tous les pays en compétition ont relativement le même niveau de performance [ce qui] encourage nos athlètes à réaliser une performance encore meilleure ».

### Jeux de 1980
Sept sports sont au programme des Jeux islamiques de 1980 : l'athlétisme, le basket-ball, le football, la lutte, la natation, le tennis et le volley-ball.
691 athlètes participent à la compétition, provenant de dix pays : l'Algérie, l'Arabie saoudite, le Bahreïn, le Bangladesh, Chypre du Nord, la Libye, la Malaisie, le Maroc, le Pakistan et la Turquie.
En athlétisme, la Turquie remporte 14 des 30 médailles d'or en jeu, suivi du Maroc avec 5 médailles d'or.
La Libye remporte le tournoi de football à cinq équipes, terminant invaincue.
La Turquie domine le classement des médailles avec 117 médailles dont 63 en or.

### Projet de deuxième édition et suites
Il est proposé que les Jeux se déroulent sur une base quadriennale, étant programmés un an avant les Jeux olympiques d'été pour permettre aux nations musulmanes de se préparer à une compétition plus large. L'Arabie saoudite est choisie pour accueillir les deuxièmes Jeux islamiques en 1983, mais finalement l'événement n'a pas lieu. Des Jeux islamiques féminins ont été lancés en 1993, puis les Jeux de la solidarité islamique ont été inaugurés en 2005 en Arabie saoudite, poursuivant l'héritage d'un jeu international entre pays à majorité musulmane.
 